# Power Mac G5
A Power Mac G5 személyi számítógép sorozat volt, amelyeket az Apple Computer tervezett, gyártott és értékesített 2003 és 2006 között a Power Macintosh termékcsalád részeként. Bemutatásakor ez volt a legerősebb számítógép az Apple Macintosh-kínálatában, a cég a világ első 64 bites asztali számítógépeként forgalmazta. Ez volt az Apple első eloxált alumíniumötvözet házú asztali számítógépe, amely  használt. A sorozat PowerPC 970 – az Apple elnevezésében G5 –  processzort használt. A Power Mac G5 utóda az Intel processzoros Mac Pro lett. A Mac Pro még hét évig használta a G5 ház egy változatát, így az Apple történetének leghosszabb élettartamú konstrukciói közé került.

### Az első Power Mac G5 gépek
Steve Jobs 2003. júniusi Worldwide Developers Conference-en (WWDC) tartott bevezető előadásában mutatta be a Power Mac G5 számítógép sorozat (család) első három modelljét. A három modell külsőre azonos volt, de teljesítményük különbözött. Mérete elődjénél nagyobb volt, a komplex hűtőrendszer miatt a G5 toronyban csak egy optikai meghajtó és két merevlemez fért el.
Jobs a bemutató során kijelentette, hogy aPower Mac G5 „12 hónapon belül“ eléri a 3 GHz-es sebességet. Ez nem következett be, három év után a G5 sebessége csak 2,7 GHz-et érte el. A G5-t felváltó Mac Pro legerősebb verziója duál Intel Xeon 3 GHz-es processzorokkal debütált. A processzor váltás egyik, meghatározó oka az volt, hogy a PowerPC fejlesztő IBM nem volt képes az Apple kérését teljesíteni, még jelentős határidő csúszással sem.
A prezentáció egyik kiemelt része volt a Virginia Tech System X számítógépfürt szuperszámítógép (supercluster) bemutatása, amely 1100 feldolgozó csomópontként működő Power Mac G5 toronyból állt. A szuperszámítógép abban az évben sikerült az öt legjobb szuperszámítógép közé kerülnie. A szuperszámítógépet hamarosan szétbontották, és helyette egy új, azonos számú Xserve G5 rackbe szerelt szerverből álló klasztert építettek, amely szintén a 2,3 GHz-en futó G5 chipet használta.
A 64 bites Power Mac G5 hatalmas előrelépést jelentett mind a processzor, mind a gép tervezésében. Az új alumíniumházba helyezett Power Mac G5 számos fejlesztést tartalmazott: beleértve a PCI-X bővítőhelyeket és a 8X AGP bővítőhelyeket, a soros ATA buszt és az akár 8 GB RAM-ot. A leglenyűgözőbb az elülső oldali busz sebessége volt, amelyet a processzor sebességének felére 1,0 GHz-re, növeltek. Ez több mint hatszoros előrelépést jelent az előző Power Mac G4 modellhez képest. A Power Mac G5-nek három konfigurációja volt. Az 1,6 GHz-es modell 80 GB-os merevlemezzel és 256 MB RAM-mal 1999 USD-ért kelt el. Az 1,8-as és dupla 2,0 GHz-es modellek, mindkettő 160 GB-os merevlemezzel és 512 MB RAM-mal, 2 399 USD-ért, illetve 2 999 USD-ért kelt el. A Power Mac G5 belső felépítését és működését ez a forrás taglalja.

#### Motorola G4-ről IBM G5-re váltás

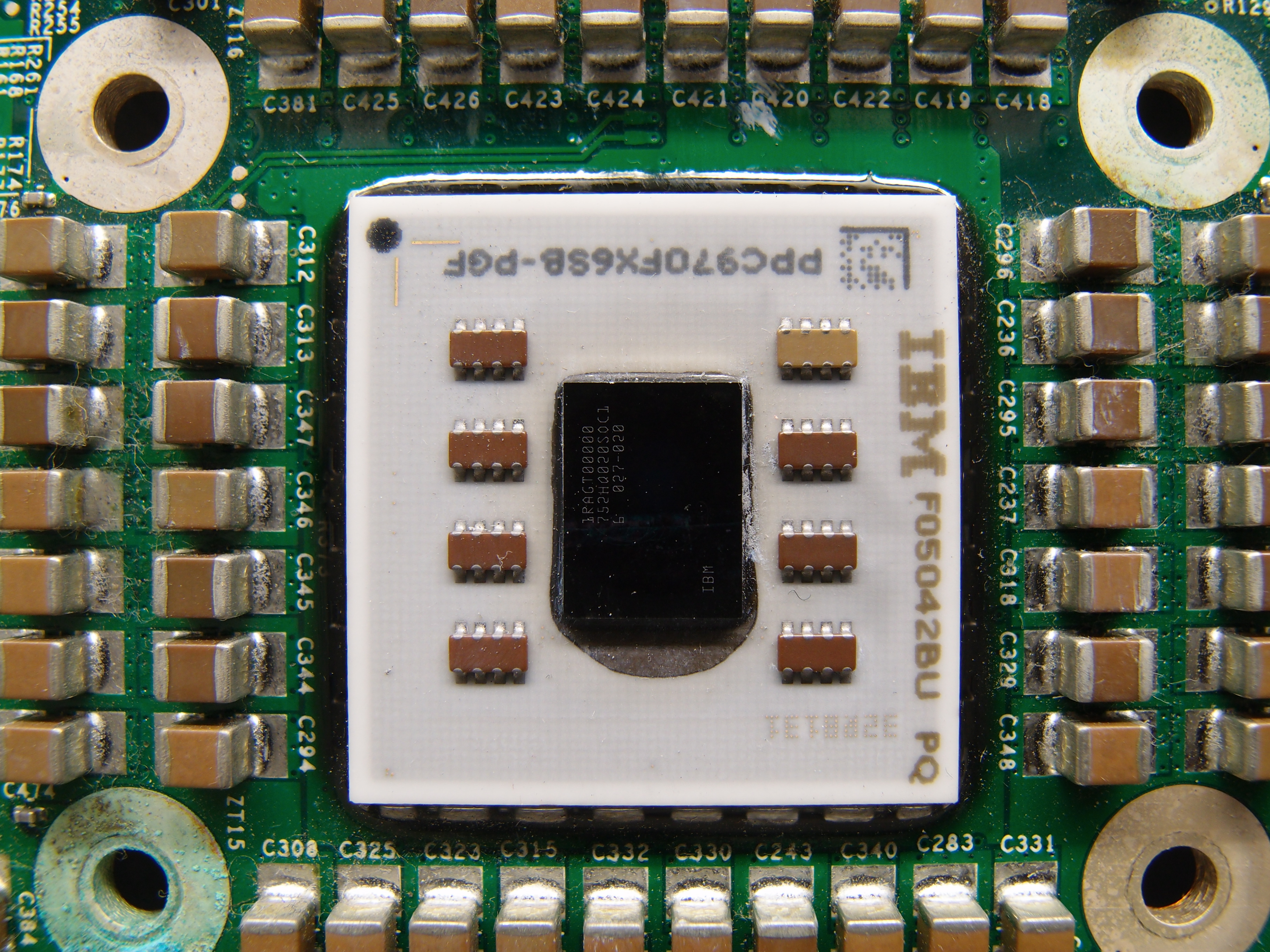
Power Mac G5 2,7GHz Duál. A processzor elektronmikroszkópos képét ez a forrás, a lapka fotóját ez a forrás, és végül a G5 processzor elvi működését ez a forrás mutatja be

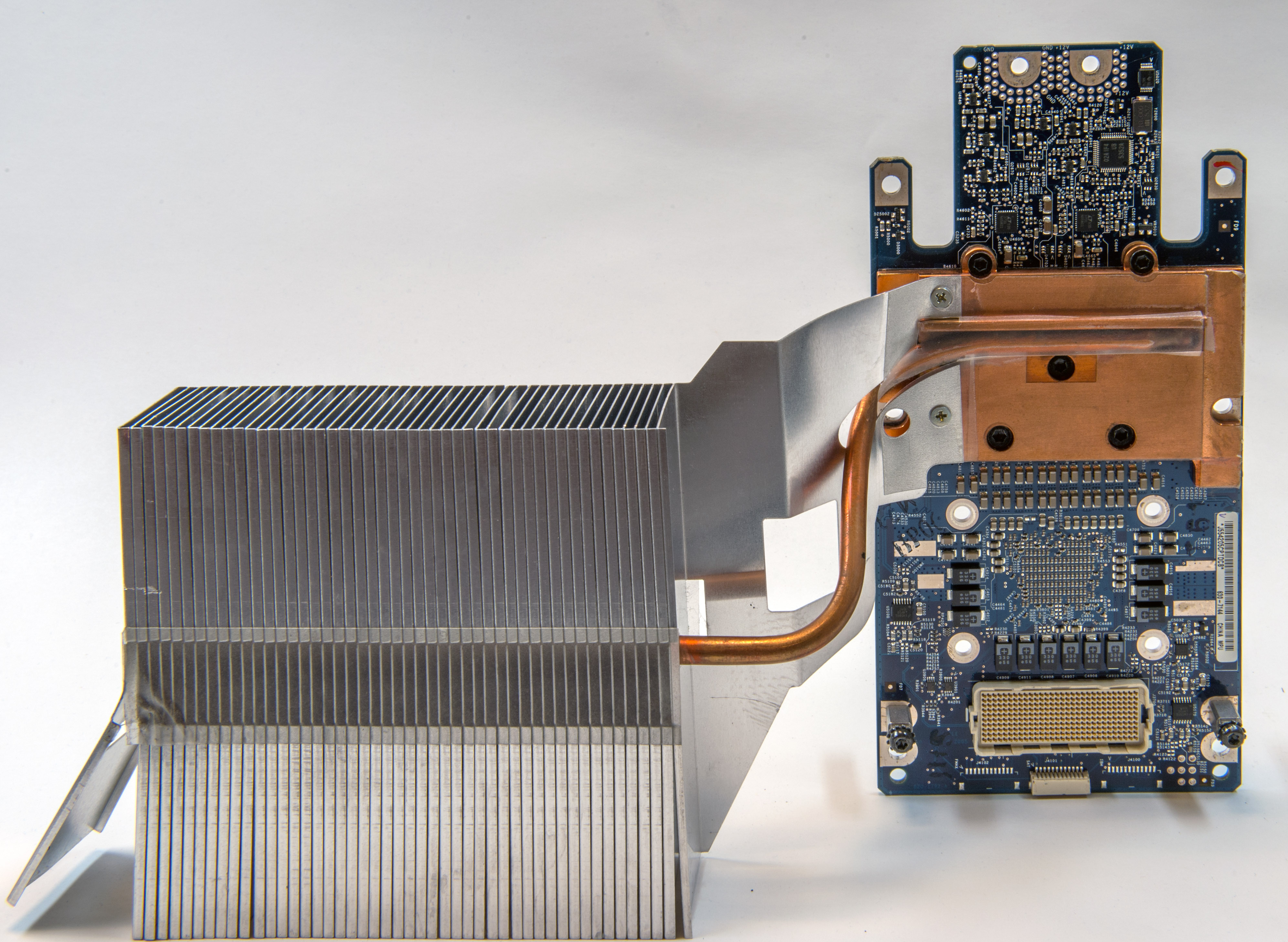
A processzor által felvett áram jelentős része hővé alakul, ezért a processzor intenzív hűtése szükséges. A képen a jobb oldali sárga fémlemez tapad a processzor chip felületéhez és vezeti el a hőt a balra látható fémlapok tömegéhez, amelyek leadják a felvett hőt. A hűtőbordák nélkül a processzor percek alatt „megsült“, megsemmisült

A Power Mac G5 a régóta várt új PowerPC-alapú gép volt. A korábbi processzor szállító, a Motorola, régóta folyamatosan késett a processzor-fejlesztéssel, a szállítással is voltak gondok, a Power Mac G5 bemutatásakor legalább egy évre volt a Motorola az ötödik generációs PowerPC gyártásától. Az Apple-t hátráltatta a Motorola, ezért egy évvel a Power Mac G5 bemutatása előtt összeállt az IBM-mel, hogy kifejlesszék a PowerPC 970 processzort, amely az Apple világban G5-ként ismert. A G5 az IBM 64 bites POWER4 mikroprocesszorán alapult.
„Az IBM több mint 3 milliárd dollárt fektetett be új laboratórium létrehozásába, hogy ezeket a nagy, 300 mm-es lapkákat gyártsa. ... A Power Mac G5 az Apple innovációs vezető szerepének és az IBM páratlan processzortechnológiájának az eredménye. Ez egyúttal annak a technológiai innovációnak az előzetese is, amelyet mélyebb partnerségünk a jövőben is biztosítani fog az ügyfeleknek.” – nyilatkozta Dr. John E. Kelly, az IBM első alelnöke.
Az eredeti PowerPC 970 50 millió tranzisztort tartalmazott, és IBM CMOS 9S segítségével, 130 nm-es gyártási eljárással gyártották. A CMOS 9S a SOI (Silicon on insulator), az alacsony dielektromos szigetelés és a réz összekapcsolási technológia kombinációja, amelyeket az IBM kutatása során találtak fel az 1990-es évek közepén. A „G5” processzor későbbi verziója az IBM PowerPC 970FX-et (ugyanaz az a lapkakialakítás 90 nm-en), a PowerPC 970MP-t (alapvetően két 970FX mag egy szilícium szeleten). Az Apple a kétmagos PowerPC 970MP processzort „G5 Dual“ (egy foglalat, kétmagos konfiguráció), a dupla PowerPC 970MP processzoros gépet „Power Mac G5 Quad“ (két foglalat, négymagos konfiguráció) néven említi, azaz a duál és a quad az összes magszámot jelenti. A következő táblázat mutatja a G4-ről váltás okozta teljesítmény növekedést:
|                                   | PowerPC G4    | PowerPC G5       |
| --------------------------------- | ------------- | ---------------- |
| Architektúra                      | 32-bit        | 64-bit           |
| Címezhető memória                 | 4 gigabájt    | 4 terabájt       |
| Legnagyobb órajel                 | 1,4 GHz       | 2 GHz            |
| Busz sebesség megosztva           | max. 167 MHz  | procinként 1 GHz |
| Egyidejű utasításszám             | 16            | 215              |
| Lebegőpontos egység               | egy           | kettő            |
| Egészszám egység                  | egy           | kettő            |
| Író/Olvasó egység                 | egy           | kettő            |
| L1 adat cache                     | 32K           | 32K              |
| L1 utasítás cache                 | 32K           | 64K              |
| L2 cache                          | 256K          | 512K             |
| Kötegelt előfeldolgozás vélelmező | lokális       | lokális/globális |
| Gyártási technológia              | 180-nanométer | 130-nanométer    |
| Lapka méret                       | 106 mm2       | 118 mm2          |

2003-ban az Apple a lassú fejlesztés és az akadozó szállítás miatt hagyta ott a G4-t szállító Motorola-t és váltotta az IBM-re. 2006-ban az Apple a lassú fejlesztés és az akadozó szállítás miatt hagyta ott a G5-t szállító IBM-t és váltotta az Intelre. Az első Intel-alapú Macintosh számítógép 2006 augusztusában jelent meg, a PowerPC-alapú számítógépeket pedig 2007 végére vonták ki a piacról. A váltás oka a 3 GHz-es G5 processzor hiánya volt.

### További Power Mac G5 gépek

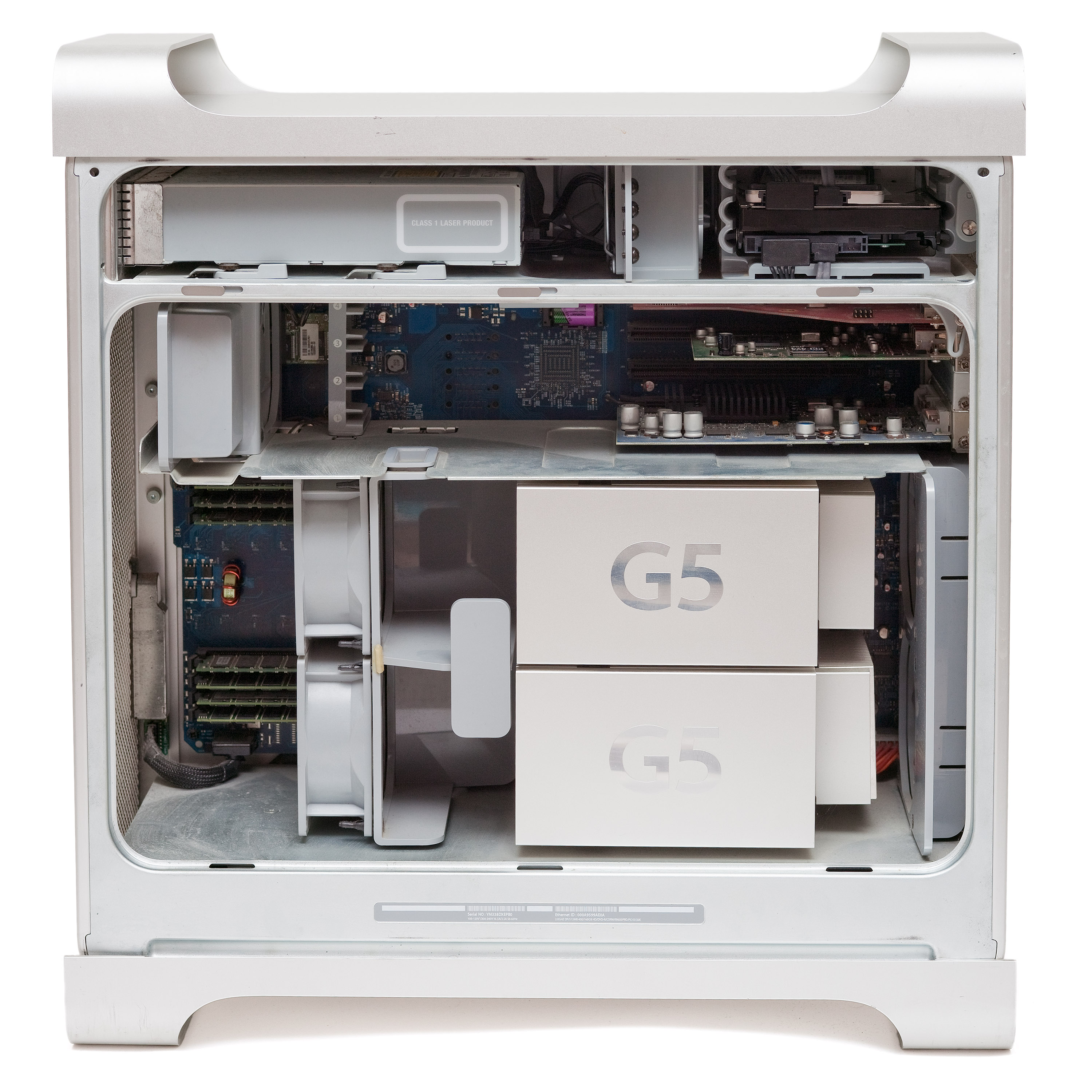
- A duál-processzoros Power Mac G5. A két nagy G5 feliratú doboz rejti a két processzort. Az 1 GHz-es előoldali – frontside – buszon elérhető a 8 GB/s adatátviteli sebesség. A két processzoros gépek közül először a Macben kapott a két processzor független előoldali buszt, így a teljesítményük összeadódik, elérhető a 16 GB/s átviteli sebesség.
- A felső G5-től től balra (fekete színű) láthatók a 400 MHz-es DDR SDRAM-ok, amelyek 128-bites adat busszal csatlakoznak, a legnagyobb átviteli sebesség 6,4 GB/s.
- Az alsó G5 alja mellett balra további memória helyek. A megnövekedett címzési tartománynak köszönhetően akár 8 GB is kerülhet a gépbe.
- A G5-ök felett található az 533 MHz-es, 32-bites AGP 8X Pro grafikus kártya.
- A grafikus kártya felett a teljes kártya befogadó PCI-X hely további bővítést tesz lehetővé.
- A processzorok felett, legfelül a merevlemezeket vezérlő soros-ATA is új technológia. A két független csatornát kihasználva az adatsebesség elérheti a 150 MB/s-ot. A háttértár kapacitása 500 GB-t is lehet.
- A bal felső sarokban kapott helyet a SuperDrive. Elhelyezéséből következik, hogy a felhasználó felüli oldal a baloldal.
- A SuperDrive alatt kapott helyet az Airport Extreme kártya (wifi) és a Bluetooth adapter.
- A hátlapon találjuk a Gigabit Ethernet, FireWire 800, USB 2.0, kép- és hang portokat.
- A fémvázas ház nem csupán látványelem, fontos szerepe van a csendes üzemeltetésben és a megfelelő hűtésben is.

A 2004 júniusában bejelentett Power Mac G5 (June 2004) gyorsabb gépeket jelentett. Az egyetlen jelentős technológiai fejlesztést a csúcskategóriás modellen hajtották végre, amely annyira felforrósodott, hogy új folyadékhűtő rendszerre volt szükség. Gyorsabb grafikus kártyák és optikai meghajtók is minden modellben szerepeltek. A Power Mac G5 (June 2004) három konfigurációban kínálták:
- duál 1,8 GHz-es modell 256 MB RAM és 80 GB-os merevlemez, 1999 dollár,
- duál 2,0 GHz-es modell 512 MB RAM és 160 GB-os merevlemez, 2 499 dollár,
- duál 2,5 GHz-es modell 512 MB RAM és 160 GB-os merevlemez, 2 999 dollár.[12][28][29]

Októberben egy processzoros, 1,8 GHz-es Power Mac G5 (2004 Late) bővült a termékvonal.
A következő frissítésre 2005 áprilisában került sor, az új gépek 2,0, 2,3 és 2,7 GHz duál processzort kaptak. Ugyanakkor az Apple bejelentette, többé nem készít egy processzoros Power Mac számítógépet. Alig fél évvel később bemutatták az utolsó Power Mac G5 számítógépeket, köztük az első négy magost.
A Power Mac gépek az Apple legerősebb gépei voltak, kimondottan nagy számítási igényű feladatok megoldására: videó-vágás, képszerkesztés, ipari-tervezés, szimuláció... A sajtóban megjelent összehasonlító-tesztek rendre az egyik, ha nem a legjobbnak hozták ki a Power Mac G5-t.
A Power Mac G5 Quad számítógép volt a legerősebb Power Mac, méltó lezárója a Power Macintosh sorozatnak. Két kétmagos, 2,5 GHz-es PowerPC G5 processzorral, 512 MB RAM-mal, 250 GB merevlemezzel, Nvidia GeForce 6600 LE videokártyával (256 MB videó RAM), három PCI Express bővítőhellyel, 16xSuperDrive, egy FireWire 800 és két FireWire 400, négy USB 2.0, két USB 1.1 porttal, optikai és digitális audió be– és kimenettel, valamint 802.11g Wi-Fi és Bluetooth 2.0 támogatással. A konfiguráció ára 3 299 dollár volt.

### A Power Mac G5 gyakoribb hibái
Az egyprocesszoros G5-öknél probléma volt annak az alaplapra forrasztott fémlemeznek a ciklikus tágulása és összehúzódása, amely a nyolc RAM-foglalatot összekötötte. Előfordult, hogy a számítógép nem érzékelt egy vagy több RAM-ot, és emiatt nem történt meg az operációs-rendszer indítás. A „mérnökibb“ megoldás a lemez újraforrasztása volt, de ehhez ki kellett venni a gépből az alaplapot. Ezért sokan az adott ponton az alaplap másik oldalát hőhatásnak tették ki, amely jó időre megoldotta a problémát.
Minden 2,5 GHz-es és 2,7 GHz-es kétprocesszoros modell, valamint a 2,5 GHz-es négyprocesszoros modell folyadékhűtő rendszerrel érkezett, amely radiátorból, hűtőfolyadék-szivattyúból és a processzorokhoz csavarozott hőcserélőkből állt. A hűtőrendszert a Harrison Radiator Corporation készítette. Erre a merész lépésre az késztette az Apple-t, hogy lehetővé tegye a nagyon gyors processzorok használatát, mivel ez számára előnyt jelentett a teljesítmény és a megbízhatóság terén. Ám kiderült, hogy a rendszerből a hűtőfolyadék szivároghat. A használt GM Dexcool hűtőfolyadék ráadásul erősen korrozív, ha nem észlelik a szivárgást, az tönkreteheti a processzorokat, a logikai kártyát, sőt magát az alumíniumházat is korrodálhatja. A későbbi modelleket Panasonic folyadékhűtő rendszerrel látták el, amely sokkal megbízhatóbb volt.

## Power Mac G5 technikai adatok
A táblázat nem tartalmazza az összes műszaki paramétert. Az egyes modelleknél a bemutatáskor érvényes adatokat soroljuk fel, a későbbi frissítéseket nem. Az adatok az Apple adatlapjáról származnak, a hiányzó adatok az Everymac.com oldalról és a Mactracker alkalmazásból valók. A táblázatban szándékosan nem szerepelnek a Power Macintosh, a Power Macintosh G3 és G4 számítógépek.

| Gép nevebemutatva kivezetveoperációs rendszer                           | Méretmagasság szélesség mélység súly | Processzordarab, @órajel, magok száma, típus L1 és L2 cacherendszerbusz      | Memóriaalap max. @sebességhely, típus                 | Háttértármerevlemezkülső adathordozó | Grafikavideokártyamemória, típusvideókimenet felbontása (képpont) | Fontosabb csatlakozókKártya helyekBővítő helyek                            |
| ----------------------------------------------------------------------- | ------------------------------------ | ---------------------------------------------------------------------------- | ----------------------------------------------------- | ------------------------------------ | ----------------------------------------------------------------- | -------------------------------------------------------------------------- |
| PM G5 1,6 (PCI)2003. júni. 23 2004. júni. 9System Mac OS X 10.2.7       | 51,0 x 20,5 x 47,5 17,8 kg           | egy 1,6 GHz-es PowerPC 970L1: 32k/64k, L2: 512kBusz: @800 MHz                | 256 MB max: 4 GB @333 MHz4 hely, PC2700 DDR           | 80 GB HDD4xSuperDrive                | GeForce FX 5200 Ultra64 MB DDR SDRAM1920x1200                     | 10/100/1000Base-T 3x USB 2.0 2x FW 400, 1x FW 8003x PCI2x 3,5", 1x 5.25"   |
| PM G5 1,8 (PCI-X)2003. júni. 23 2003. nov. 18System Mac OS X 10.2.7     | 51,0 x 20,5 x 47,5 17,8 kg           | egy 1,8 GHz-es PowerPC 970L1: 32k/64k, L2: 512kBusz: @900 MHz                | 512 MB max: 8 GB @400 MHz8 hely, PC3200 DDR           | 160 GB HDD4xSuperDrive               | GeForce FX 5200 Ultra64 MB DDR SDRAM1920x1200                     | 10/100/1000Base-T 2x USB 1.1 2x FW 400, 1x FW 8003x PCI-X2x 3,5", 1x 5.25" |
| PM G5 2,0 DP (PCI-X)2003. júni. 23 2004. júni. 9System Mac OS X 10.2.7  | 51,0 x 20,5 x 47,5 17,8 kg           | két 2,0 GHz-es PowerPC 970L1: 32k/64k, L2: 512kBusz: @1,0 GHz                | 512 MB max: 8 GB @400 MHz8 hely, PC3200 DDR           | 160 GB HDD4xSuperDrive               | Radeon 9600 Pro64 MB DDR SDRAM1920x1200                           | 10/100/1000Base-T 2x USB 1.1 2x FW 400, 1x FW 8003x PCI-X2x 3,5", 1x 5.25" |
| PM G5 1,8 DP (PCI-X)2003. nov. 18 2004. júni. 9System Mac OS X 10.2.7   | 51,0 x 20,5 x 47,5 17,8 kg           | két 1,8 GHz-es PowerPC 970L1: 32k/64k, L2: 512kBusz: @900 MHz                | 512 MB max: 8 GB @400 MHz8 hely, PC3200 DDR           | 160 GB HDD4xSuperDrive               | GeForce FX 5200 Ultra64 MB DDR SDRAM1920x1200                     | 10/100/1000Base-T 2x USB 1.1 2x FW 400, 1x FW 8003x PCI-X2x 3,5", 1x 5.25" |
| PM G5 1,8 DP (PCI)2004. júni. 9 2005. ápr. 27System Mac OS X 10.3.4     | 51,0 x 20,5 x 47,5 20,2 kg           | két 1,8 GHz-es PowerPC 970fxL1: 32k/64k, L2: 512kBusz: @900 MHz              | 256 MB max: 4 GB @400 MHz4 hely, PC3200 DDR           | 80 GB HDD8xSuperDrive                | GeForce FX 5200 Ultra64 MB DDR SDRAM1920x1200                     | 10/100/1000Base-T 2x USB 1.1 2x FW 400, 1x FW 8003x PCI2x 3,5", 1x 5.25"   |
| PM G5 2,0 DP (PCI-X 2)2004. júni. 9 2005. ápr. 27System Mac OS X 10.3.4 | 51,0 x 20,5 x 47,5 20,2 kg           | két 2,0 GHz-es PowerPC 970fxL1: 32k/64k, L2: 512kBusz: @1,0 GHz              | 512 MB max: 8 GB @400 MHz8 hely, PC3200 DDR           | 160 GB HDD8xSuperDrive               | GeForce FX 5200 Ultra64 MB DDR SDRAM1920x1200                     | 10/100/1000Base-T 2x USB 1.1 2x FW 400, 1x FW 8003x PCI-X2x 3,5", 1x 5.25" |
| PM G5 2,5 DP (PCI-X)2004. júni. 9 2005. ápr. 27System Mac OS X 10.3.4   | 51,0 x 20,5 x 47,5 20,2 kg           | két 2,5 GHz-es PowerPC 970fxL1: 32k/64k, L2: 512kBusz: @1,25 GHz             | 512 MB max: 8 GB @400 MHz8 hely, PC3200 DDR           | 160 GB HDD8xSuperDrive               | Radeon 9600 XT128 MB DDR SDRAM1920x1200                           | 10/100/1000Base-T 2x USB 1.1 2x FW 400, 1x FW 8003x PCI-X2x 3,5", 1x 5.25" |
| PM G5 1,8 (PCI)2004. okt. 19 2005. júni. 13System Mac OS X 10.3.5       | 51,0 x 20,5 x 47,5 16,4 kg           | egy 1,8 GHz-es PowerPC 970fxL1: 32k/64k, L2: 512kBusz: @600 MHz              | 256 MB max: 4 GB @400 MHz4 hely, PC3200 DDR           | 80 GB HDD8xSuperDrive                | GeForce FX 5200 Ultra64 MB DDR SDRAM1920x1200                     | 10/100/1000Base-T 2x USB 1.1 2x FW 400, 1x FW 8003x PCI2x 3,5", 1x 5.25"   |
| PM G5 2,0 DP (PCI)2005. ápr. 27 2005. okt. 19System Mac OS X 10.4       | 51,0 x 20,5 x 47,5 20,2 kg           | két 2,0 GHz-es PowerPC 970fxL1: 32k/64k, L2: 512kBusz: @1,0 GHz              | 512 MB max: 4 GB @400 MHz4 hely, PC3200 DDR           | 160 GB HDD4xDL SuperDrive            | Radeon 9600128 MB DDR SDRAM1920x1200                              | 10/100/1000Base-T 2x USB 1.1 2x FW 400, 1x FW 8003x PCI2x 3,5", 1x 5.25"   |
| PM G5 2,3 DP (PCI-X)2005. ápr. 27 2005. okt. 19System Mac OS X 10.4     | 51,0 x 20,5 x 47,5 20,2 kg           | két 2,3 GHz-es PowerPC 970fxL1: 32k/64k, L2: 512kBusz: @1,15 GHz             | 512 MB max: 8 GB @400 MHz8 hely, PC3200 DDR           | 250 GB HDD4xDL SuperDrive            | Radeon 9600128 MB DDR SDRAM1920x1200                              | 10/100/1000Base-T 2x USB 1.1 2x FW 400, 1x FW 8003x PCI-X2x 3,5", 1x 5.25" |
| PM G5 2,7 DP (PCI-X)2005. ápr. 27 2005. okt. 19System Mac OS X 10.4     | 51,0 x 20,5 x 47,5 20,2 kg           | két 2,7 GHz-es PowerPC 970fxL1: 32k/64k, L2: 512kBusz: @1,35 GHz             | 512 MB max: 8 GB @400 MHz8 hely, PC3200 DDR           | 250 GB HDD4xDL SuperDrive            | Radeon 9650256 MB DDR SDRAM2560x1600                              | 10/100/1000Base-T 2x USB 1.1 2x FW 400, 1x FW 8003x PCI-X2x 3,5", 1x 5.25" |
| PM G5 Dual Core (2,0)2005. okt. 19 2006. aug. 7System Mac OS X 10.4.2   | 51,0 x 20,5 x 47,5 20,2 kg – 24,8 kg | egy 2,0 GHz-es (két magos) PowerPC 970MPL1: 32k/64k, L2: 1 MBBusz: @1,0 GHz  | 512 MB, 1 GB max: 16 GB @533 MHz8 hely, PC2-4200 DDR2 | 160 GB HDD6xDL SuperDrive            | GeForce 6600 LE128 MB GDDR SDRAM2560x1600                         | 2x Gigabit 2x USB 1.1 2x FW 400, 1x FW 8003x PCIe2x 3,5", 1x 5.25"         |
| PM G5 Dual Core (2,3)2005. okt. 19 2006. aug. 7System Mac OS X 10.4.2   | 51,0 x 20,5 x 47,5 20,2 kg – 24,8 kg | egy 2,3 GHz-es (két magos) PowerPC 970MPL1: 32k/64k, L2: 1 MBBusz: @1,15 GHz | 512 MB, 1 GB max: 16 GB @533 MHz8 hely, PC2-4200 DDR2 | 250 GB HDD6xDL SuperDrive            | GeForce 6600256 MB GDDR SDRAM2560x1600                            | 2x Gigabit 2x USB 1.1 2x FW 400, 1x FW 8003x PCIe2x 3,5", 1x 5.25"         |
| PM G5 "Quad Core" (2,5)2005. okt. 19 2006. aug. 7System Mac OS X 10.4.2 | 51,0 x 20,5 x 47,5 20,2 kg – 24,8 kg | két 2,5 GHz-es (két magos) PowerPC 970MPL1: 32k/64k, L2: 1 MBBusz: @1,25 GHz | 512 MB, 1 GB max: 16 GB @533 MHz8 hely, PC2-4200 DDR2 | 250 GB HDD6xDL SuperDrive            | GeForce 6600256 MB GDDR SDRAM2560x1600                            | 2x Gigabit 2x USB 1.1 2x FW 400, 1x FW 8003x PCIe2x 3,5", 1x 5.25"         |

## Power Macintosh G3 G4 G5 számítógépek az időben
| A Power Macintosh G3 G4 G5 számítógépek idővonalon |
| --- |
| |
| A színek kezdete a bemutató időpontja, a forgalmazás több esetben is hónapokkal később kezdődött. Megeshet, hogy egy csík végét kitakarja egy másik csík eleje. Előfordul, hogy a gyártás befejezését követően még egy ideig forgalomban marad a gép adott verziója. Az Apple adatlapokon nem szereplő adatok forrása az EveryMac. |